# Life in Pieces
Life in Pieces è una sitcom statunitense ideata da Justin Alder, trasmessa dal 21 settembre 2015 su CBS. È stata accolta in maniera mediamente positiva da parte della critica contemporanea.
In Italia la serie è trasmessa in prima visione da Fox dal 13 maggio 2016, ricevendo inizialmente una programmazione settimanale costituita da un doppio episodio.
L'11 maggio 2016 viene rinnovata per una seconda stagione, la quale viene trasmessa dal 27 ottobre dello stesso anno. Il 23 marzo 2017 la serie viene rinnovata per una terza stagione, trasmessa tra novembre 2017 e maggio 2018. Il 12 maggio 2018, CBS ha rinnovato la serie per una quarta stagione, prevista per il 18 aprile 2019.
Il 10 maggio 2019, viene cancellata dopo quattro stagioni.

## Trama
La serie si focalizza sulla vita della famiglia Short, residente in Los Angeles, dal punto di vista di ogni personaggio in base alla loro propria versione dei fatti. Ogni episodio è raccontato come se fosse suddiviso in quattro racconti, uno per ogni ramo della famiglia, con alcuni collegamenti relativi agli eventi dei personaggi.

## Episodi
| Stagione         | Episodi | Prima TV USA | Prima TV Italia |
| ---------------- | ------- | ------------ | --------------- |
| Prima stagione   | 22      | 2015-2016    | 2016            |
| Seconda stagione | 22      | 2016-2017    | 2017            |
| Terza stagione   | 22      | 2017-2018    | 2018            |
| Quarta stagione  | 13      | 2019         | 2019            |

## Personaggi e interpreti

### Personaggi principali
- Greg Short (stagioni 1-4), interpretato da Colin Hanks e doppiato da Stefano Crescentini.
- Heather Hughes (stagioni 1-4), interpretata da Betsy Brandt e doppiata da Anna Cugini.
- Matt Short (stagioni 1-4), interpretato da Thomas Sadoski e doppiato da Francesco Pezzulli.
- Jen Short (stagioni 1-4), interpretata da Zoe Lister-Jones e doppiata da Eleonora Reti.
- Tim Hughes (stagioni 1-4), interpretato da Dan Bakkedahl e doppiato da Raffaele Palmieri.
- Colleen Brandon Ortega (stagioni 1-4), interpretata da Angelique Cabral e doppiata da Emanuela D'Amico.
- Tyler Hughes (stagioni 1-4), interpretato da Niall Cunningham e doppiato da Stefano De Filippis.
- Samantha Hughes (stagioni 1-4), interpretata da Holly J. Barrett e doppiata da Veronica Puccio.
- Sophia Hughes (stagioni 1-4), interpretata da Giselle Eisenberg e doppiata da Anita Ferraro.
- John Short (stagioni 1-4), interpretato da James Brolin e doppiato da Gino La Monica.
- Joan Short (stagioni 1-4), interpretata da Dianne Wiest e doppiata da Alessandra Korompay.
- Clementine (stagioni 1-4), interpretata da Hunter King e doppiata da Annalisa Usai.

### Personaggi ricorrenti
- Chad, interpretato da Jordan Peele e doppiato da Gianluca Crisafi.
- Dr. Sally Hong, interpretata da Susan Park e doppiata da Barbara Sacchelli.
- Tonita, interpretata da Tonita Castro e doppiata da Daniela Debolini.
- Bernadette, interpretata da Stephnie Weir e doppiata da Barbara Sacchelli.
- Teddy, interpretato Rhys Darby e doppiato da Giulio Pierotti.